# 長所
| ウィキペディアには「長所」という見出しの百科事典記事はありません（タイトルに「長所」を含むページの一覧/「長所」で始まるページの一覧）。 代わりにウィクショナリーのページ「長所」が役に立つかもしれません。 |